# 83 Pułk Artylerii Przeciwlotniczej

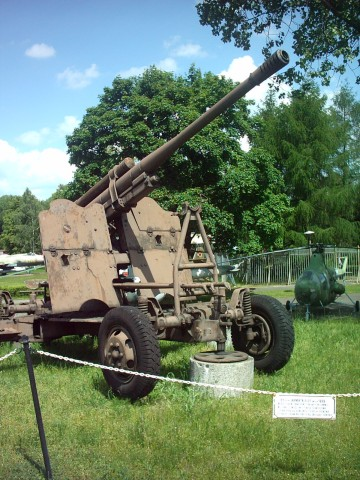
85 mm armata przeciwlotnicza wz.39

83 Pułk Artylerii Przeciwlotniczej – oddział artylerii przeciwlotniczej ludowego Wojska Polskiego
Sformowany we wsi Wólka Wiśniewska koło Siedlec na podstawie rozkazu Naczelnego Dowództwa Wojska Polskiego nr 8 z 20 sierpnia 1944 jako pułk przeciwlotniczy średniego kalibru.
Przysięgę żołnierze pułku złożyli 6 listopada 1944 we wsi Przybory.

## Dowódca
- ppłk Pietrulewicz

## Działania bojowe
Pułk wchodził w skład 4 Dywizji Artylerii Przeciwlotniczej z Odwodu Naczelnego Dowództwa WP.
Uczestniczył w osłonie powietrznej w rejonie Siedlec, Łodzi i Poznania. Szlak bojowy zakończył 8 maja 1945 w Poznaniu.

## Skład etatowy
Dowództwo i sztab
- 4 x bateria artylerii przeciwlotniczej
- pluton zaopatrzenia bojowego
- pluton sztabowy
- pluton amunicyjny
- kwatermistrzostwo

Razem: żołnierzy – 490 (oficerów – 45, podoficerów – 139, kanonierów – 306)
sprzęt:
- 85 mm armata przeciwlotnicza wz. 1939 – 16
- 12,7mm przeciwlotniczy karabin maszynowy – 4
- samochody – 55
- ciągniki – 20

## Okres powojenny
We wrześniu 1945 4 Dywizja Artylerii Przeciwlotniczej została przekształcona w 88 Pułk Artylerii Przeciwlotniczej, a 83 Pułk Artylerii Przeciwlotniczej rozwiązany.
W 1967 na bazie 88 daplot sformowano 83 Pułk Artylerii Przeciwlotniczej 8 Drezdeńskiej Dywizji Zmechanizowanej, który to w 1994 przeformowano na 8 Pułk Przeciwlotniczy 8 DOW.

## Dowódcy pułku
Dowódcy 83 paplot sformowanego w 1967
- ppłk Henryk Urbański (06.02.1963 - 15.12.1970)
- ppłk dypl. Aleksander Sempławski (16.12.1970 - 27.12.1975)
- ppłk dypl. Ryszard Niwiński (28.12.1975 - 07.12.1979)
- mjr dypl. Andrzej Ostrokólski (08.12.1979 - 19.12.1983)
- ppłk mgr inż. Witold Wąsikowski (20.12.1983 - 19.05.1985)
- ppłk mgr inż. Stefan Łuczak (20.05.1985 - 26.01.1988)
- ppłk dypl. Janusz Lazar (27.02.1988 - 18.03.1990)
- ppłk dypl. Krzysztof Dobija (19.03.1990 - 11.12.1991)